# تونی بنزی
تونی بنزی (انگلیسی: Tony Bonezzi; ۳۰ نوامبر ۱۹۳۱ – ۱ ژانویهٔ ۱۹۶۷) بازیکن فوتبال اهل ایالات متحده آمریکا بود.
از باشگاه‌هایی که در آن بازی کرده‌است می‌توان به اشاره کرد.
وی همچنین در تیم‌های ملی فوتبال ایالات متحده آمریکا و اسرائیل بازی کرده‌است.